# Guaraciama
Guaraciama este un oraș în Minas Gerais (MG), Brazilia.